# Museo Hergé

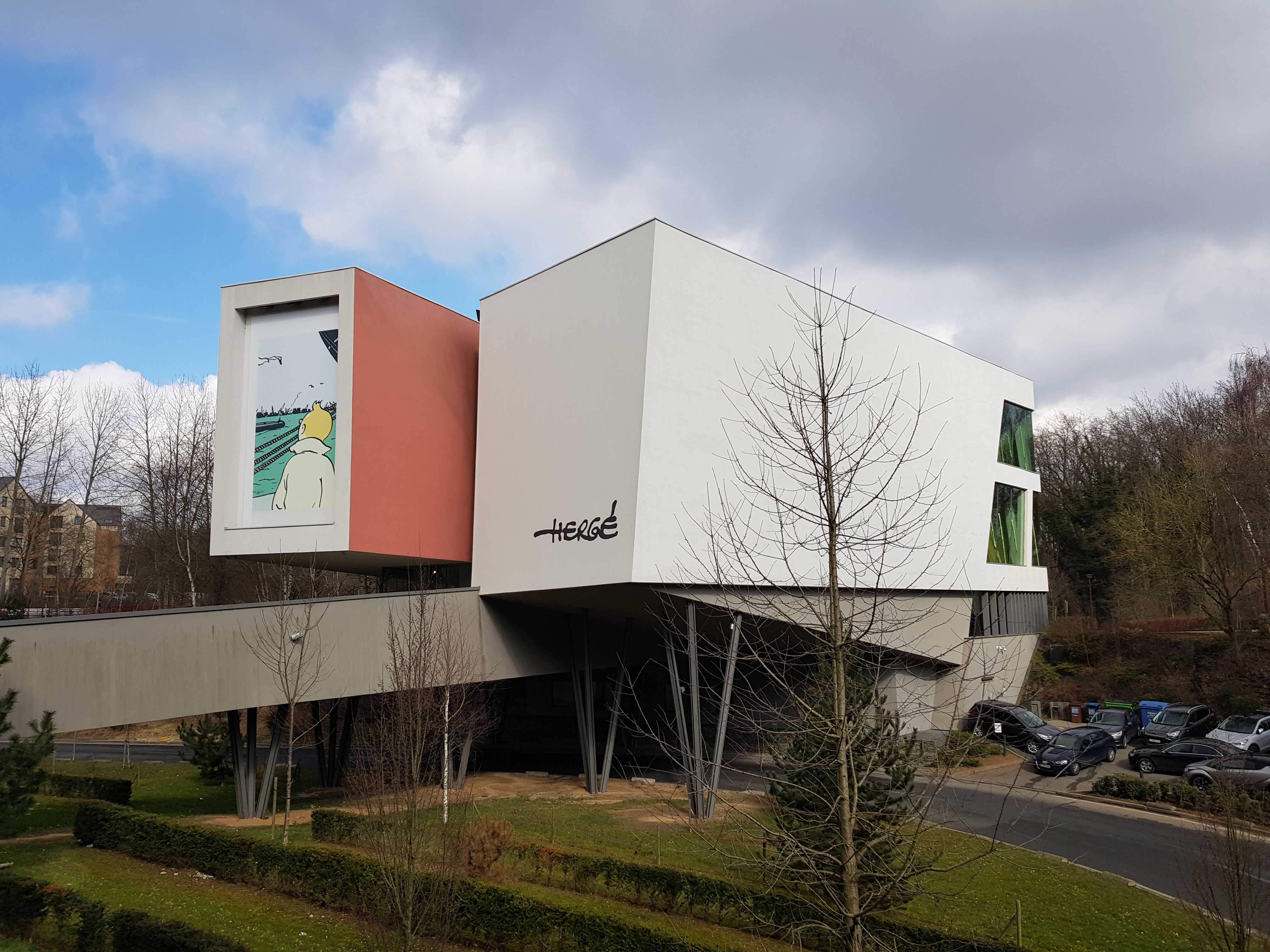
Museo Hergé

El Musée Hergé , o Museo de Hergé , es un museo en Bélgica dedicado a la vida y obra del dibujante belga Georges Remi (1907–83), quien escribió bajo el seudónimo de Hergé, creador de la serie de álbumes cómicos, Las aventuras de Tintín.
El museo está ubicado en la ciudad de Louvain-la-Neuve en Valonia, al sur de Bruselas, en la dirección "Rue Labrador 26", la primera casa de Tintin en los libros. Fue diseñado por el arquitecto francés Christian de Portzamparc, con interiores diseñados por el dibujante Joost Swarte. La primera piedra se colocó en mayo de 2007 durante el centenario del nacimiento de Hergé y se inauguró en junio de 2009. Consta de tres pisos con un total de nueve salas de exhibición, una cafetería y un museo. Tienda y mini cine.
- Datos: Q1547331
- Multimedia: Musée Hergé / Q1547331